# 警視庁予備隊
警視庁予備隊（けいしちょうよびたい）は、旧警察法時代の警視庁が設置した警察部隊。新警察法施行後の警視庁でも維持され、1957年以降は警視庁機動隊に改称された。

## 来歴
内務省時代の警視庁では、集団警備力として、警務部隷下に特別警備隊（307名）を設置しており、「昭和の新撰組」あるいは「警官の華」として親しまれた。また第二次世界大戦後期、日本本土空襲が本格化すると、警備・救護の必要性が激増したこともあり、1944年4月12日、「警視庁官制他七勅令中改正ノ件」（昭和19年勅令第243号）により主要な府県に警備隊が設置されることとなり、同年4月21日付で警視庁警備隊（6個大隊、計2,550名）が発足し、特別警備隊はこれに発展的に解消して廃止された。
日本の降伏を受けて、1946年1月16日、連合国軍最高司令官総司令部は警備隊の解隊を指示した。これを受けて2月16日には警視庁警備隊も解隊されて、同日設置された防護課（234名）がその役割を引き継いだ。しかし連合国軍占領下の日本では集団犯罪や急進的な社会運動に伴う暴動などが多発しており、このような少人数では対処が難しい状況も多かった。
占領下では警察力の増強は困難であったが、1948年の警察法施行とともに警視庁の増員が認められたことから、この機会に集団警備力の増強が図られることとなった。1948年5月25日、東京都特別区公安委員会規定第9号で「警視庁予備隊設置規定」が制定されて設置されたのが本部隊である。なお当初、警視庁側は戦前と同じく「警備隊」と命名する予定であったが、連合国軍最高司令官総司令部はこれを却下し、"Reserve Force"との名称を薦めたという経緯がある。

## 編制

### 警備交通部時代
当初、警備交通部の隷下に予備隊本部と4個区隊（各8個中隊）が設置されており、定員は計2,546名であった。
管内を3つの区域に分割し、東西南の各区隊がそれぞれの担当区域を所掌していた。中央区隊は全ての区域を担当としていたが、麹町・丸ノ内・神田以外では、東西南の各区隊がそれぞれ優先して所掌することとされていた。
- 予備隊本部（本庁） - 予備隊長（警視）、副隊長（警視）他75名
- 中央区隊（本庁） - 全区域を担当
  - 本部 - 隊長（警視）、副隊長（警視）他47名
  - 8個中隊 - 各86名; 各中隊は4個小隊編成、各小隊は2個分隊編成
- 南部区隊（目黒区; 輜重第一連隊跡地）
  - 本部 - 隊長（警視）、副隊長（警視）他40名
  - 8個中隊 - 各130名; 各中隊は3個小隊編成
- 西部区隊（中野区; 陸軍憲兵学校跡地）
- 東部区隊（台東区; 現浅草警察署所在地）

なお、予備隊本部員のうち警部補1名、巡査部長3名、巡査20名は騎馬係とされていた。

### 方面予備隊時代
1940年代末の都内では、社会運動の先鋭化が著しく、1949年5月30日には公安条例制定に反対して東京都庁舎・東京都議会への乱入事件が発生、また1950年3月の台東会館事件など、集団暴力事犯が多発し、革命前夜の感すら呈する状況となった。このことから、管内全域にわたる方面別警備体制の確立を図るため、1950年9月16日の訓令甲第四十二号で、7個方面本部の区域に方面予備隊として分散配置するよう改編するとともに、人員も3,064名に増強された。また1951年3月には、各隊8個中隊編成であったものを4個中隊編成に変更して、中隊の編成を強化した。
しかし警備事象は必ずしも各方面に画一に発生するわけではなく、分散運用は柔軟性を欠く部分があったことから、実質的には警邏部長が直接指揮運用することとなっていた。

### 警備第一部時代
1952年10月30日の訓令甲第四十二号で、11月5日より、各方面予備隊を名実ともに再統合し、警備第一部（後の警備部）隷下の警視庁予備隊として、警備第一部長の直接指揮下に活動することとなった。またこれに併せて、人員も3,152名と若干増強されたほか、放水車、装甲車を含めた各種装備も拡充された。またこの機会に、第六予備隊が特科部隊（私服、装甲、放水、特務、各中隊）とされた。
1952年の国家地方警察本部の指令にもとづき、都道府県国家地方警察でも集団警備力の整備が進められており、多摩地域や東京都島嶼部を担当する国家地方警察東京都本部でも機動隊を設置していた。1954年の新警察法の公布によって国家地方警察東京都本部と警視庁が廃止・統合されて新警視庁となったのにあわせて、同年7月1日、この機動隊（50名）も警視庁予備隊に吸収されて第8予備隊が編成され、総定員3,160名となった。
その後、警察法改正と客観情勢変化を受けて、1955年1月15日より各隊4個中隊編成であったものを3個中隊編成に変更するなどの改編が行われ、編成要員2,441名となった。また同年2月11日には、第8予備隊は第1予備隊の立川分遣隊に改編された。

## 機動隊へ
この時期、他の警察組織でも集団警備力の整備が着手されていたが、これらはおおむね「特別機動隊」「機動隊」などと呼称されていた。例えば大阪市警察局では、1948年1月13日、警視庁予備隊より4か月以上先行して特別機動隊を設置していた。また同年に国家地方警察岩手県・福島県本部が設置した部隊は機動班、岡山県本部の部隊は特別機動隊と称されていた。
そして1952年7月には、国家地方警察本部の指令により、「すぐれた指揮官に統率せられ、強固な団結・優れた機動性・十分な装備を有し、徹底した訓練を受けた精鋭部隊の整備強化」を目的として、まず20都府県の国家地方警察隊に機動隊が設置されたが、上記の通り、このうち国家地方警察東京都本部の機動隊は1954年7月に警視庁予備隊に吸収された。
警視庁予備隊は、創設以来の集団警備力に加えて、集団警邏や交通取締りなどにも充当されるようになり、運用が多角化していった。また1950年に発足した警察予備隊は、通常の警察とは独立した準軍事組織として内閣総理大臣の指揮下に置かれていたが、一般国民のあいだでは警視庁予備隊との区別がつきにくく、混同して理解されることもあった。
これらの事情を踏まえて、1957年4月1日より、他の地域と同様に警視庁機動隊と改称された。なおこの直前の1957年2月11日には、警視庁の機構改正とあわせて部隊配置の合理化が図られ、2個隊が廃止されて5個隊となり、また各隊の編成も3個中隊から4個中隊編成に変更されるなどの改編が行われている。